# 1927 en Australie
Chronologie de l'Australie
- 1923
- 1924
- 1925
- 1926
- 1927
- 1928
- 1929
- 1930
- 1931

Cette page concerne les évènements survenus en 1927 en Australie :

## Évènement
- Massacre de Forrest River : Enquêtes et commission royale (en)
- 1er février - Le North Australia Act de 1926 est appliqué et le territoire de l'Australie centrale (en) est créé.
- 8 février - Un cyclone touche terre au nord de Cairns, provoquant des inondations à Halifax Bay, Ingham, Innisfail, Tully, Cardwell et Townsville. Trente-six personnes sont tuées et vingt sont portées disparues.
- 9 avril - Des élections générales sont organisées dans l'État de Victoria.
- 3 mai - Le Conseil australasien des syndicats est créé lors du congrès des syndicats australiens à Melbourne.
- 9 mai - Le Parlement de Canberra est officiellement inauguré par le duc d'York.
- 20 mai - À la suite d'un revirement en faveur de l'ALP lors des élections dans l'État de Victoria, Edmond Hogan forme un gouvernement travailliste minoritaire avec le soutien du Parti progressiste et succède à John Allan au poste de Premier ministre de l'État de Victoria.
- 29 juin - Charles Kingsford Smith et son copilote Charles Ulm réalisent le tour de l'Australie en dix jours et cinq heures et demie.
- 27 octobre - Squizzy Taylor, un gangster de Melbourne, est tué lors d'une fusillade avec des gangsters de Sydney (dont Snowy Cutmore, qui meurt également) à Carlton.
- 3 novembre : Catastrophe du Greycliffe (en) (collision maritime à Sydney).

## Cinéma
- Sortie du film The Romance of Runnibede

## Sport
- 22-27 janvier : Championnat de tennis d'Australasie
  - Double dames du Championnat d'Australasie
  - Double mixte du Championnat d'Australasie
  - Simple dames du Championnat d'Australasie

## Naissance
- Max Bingham (en), personnalité politique.
- Clive Churchill, joueur de rugby.
- Dawn Lake, actrice, chanteuse.
- Fred Williams (peintre)

## Décès
- Hector Rason (en),  personnalité politique.
- Paris Nesbit (en), avocat.